# Trzęsienie ziemi w Gwatemali (2012)
Trzęsienie ziemi w Gwatemali w 2012 roku – trzęsienie ziemi o magnitudzie 7,4, które nawiedziło gwatemalskie wybrzeże, 7 listopada 2012 roku o godzinie 10:35:50 czasu miejscowego. W wyniku wstrząsów, śmierć poniosły 44 osoby, a 150 zostało rannych.
Epicentrum trzęsienia ziemi znajdowało się pod dnem Oceanu Spokojnego. Wstrząs nastąpił na głębokości 33 kilometrów. Wstrząs spowodował powstanie niewielkiego tsunami. Po głównym trzęsieniu, nastąpiła seria wstrząsów wtórnych.
Największe zniszczenia odnotowano w departamencie San Marcos, gdzie zniszczeniu uległy domy, samochody, drogi oraz przerwane zostały linie komunikacyjne.
Prezydent Gwatemali Otto Pérez Molina ogłosił trzydniową żałobę narodową.